# Pyrgoniscus petiti
Pyrgoniscus petiti är en kräftdjursart som beskrevs av Théodore Monod 1935. Pyrgoniscus petiti ingår i släktet Pyrgoniscus och familjen Armadillidae. Inga underarter finns listade i Catalogue of Life.